# Triazolam
Le triazolam (nom commercial : Halcion) est un médicament hypnotique de la famille des benzodiazépines, à durée d'action courte (environ deux heures). Cette triazolobenzodiazépine peut être utilisée comme prémédication avant une anesthésie, même si le midazolam lui est souvent préféré pour son administration plus aisée. Comme toutes les molécules de sa famille, le triazolam possède également des propriétés anxiolytiques, anticonvulsantes, et myorelaxantes.

## Chimie et pharmacologie
Le produit est proche structurellement du midazolam, dont il se distingue par un atome de chlore à la place d'un atome de fluor en position R2' et dont il partage l'élimination rapide. Sa durée d'action semble être légèrement supérieure. Une différence notable est sa très bonne biodisponibilité par voie orale, ce qui nécessite sa consommation à des doses bien plus réduites (0,25 mg contre 7,5 mg pour le midazolam, doses pouvant être respectivement doublées,,) pour un effet hypnotique comparable.
Tout comme les nombreux produits apparentés, le triazolam influence l'action du GABA en renforçant l'activité des récepteurs GABA-A,, activés de manière naturelle par le corps. On parle alors d'un modulateur allostérique positif. Contrairement au barbital, ce produit n'est pas un agoniste de ces récepteurs et ne fait que renforcer leur activité lors de leur activation naturelle (ou bien par le fait d'un autre agoniste, comme l'alcool) ce qui limite quelque peu les risques de surdosage accidentel.

## Retrait du marché
En octobre 1991, il est interdit en Grande-Bretagne, en Finlande et en Norvège puis en France, excepté les comprimés de 0,125 mg. En 1997, John Zabriskie, le PDG de Pharmacia & Upjohn (en) démissionne de sa fonction à la suite de différents scandales liés aux effets secondaires de l'Halcion vendu à un dosage de 0,250 mg. Il est remplacé par Jan Ekberg à la tête du groupe.
En 2005, le triazolam est retiré de la vente en France, en raison du risque important d'abus dont il était responsable. En effet, il fait partie des benzodiazépines les plus puissantes. De manière large, il s'est vu remplacé par le zolpidem dans la majorité de ses indications : les deux composés partagent un canal d'action largement identique, et une pharmacocinétique comparable,.